# Едгар Райт
Едгар Хауърд Райт (на английски: Edgar Howard Wright) е английски режисьор, сценарист, кинопродуцент и актьор. 

## Биография
Роден е на 18 април 1974 година в Пул и през 1994 година завършва колеж по изкуства в родния си град. Получава широка известност с трилогията екшън комедии „Шон от мъртвите“ („Shaun of the Dead“, 2004), „Горещи палки“ („Hot Fuzz“, 2007) и „Краят на света“ („The World's End“, 2013).

## Избрана филмография
| година | филм                     | оригинално заглавие         | бележки |
| ------ | ------------------------ | --------------------------- | ------- |
| 2004   | Шон от мъртвите          | Shaun of the Dead           |         |
| 2007   | Горещи палки             | Hot Fuzz                    |         |
| 2010   | Скот Пилгрим срещу света | Scott Pilgrim vs. the World |         |
| 2013   | Краят на света           | The World's End             |         |
| 2017   | Зад волана               | Baby Driver                 |         |
| 2021   | Последна нощ в Сохо      | Last Night in Soho          |         |